# Diamon Simpson
Diamon Simpson (Los Ángeles, California, 08 de septiembre de 1987) es un jugador de baloncesto estadounidense. Con 2,01 metros de estatura, juega en la posición de ala-pívot. Actualmente es agente libre.

## Trayectoria deportiva
Simpson jugó cuatro temporadas para los Saint Mary's College Gaels de la West Coast Conference de la División I de la NCAA. En 2009, luego de jugar su temporada como sénior, participó en el Hershey's College All-Star Game y en el Portsmouth Invitational Tournament. Pese a ello, ninguna franquicia lo eligió en el Draft de la NBA de 2009. 
En noviembre de 2009, un mes después de asistir al campo de entrenamiento los Golden State Warriors, firmó contrato con Los Angeles D-Fenders, un equipo de la NBA Development League. En febrero de 2010 estuvo presente en el All-Star Game de su liga.
Luego de una experiencia en Filipinas -en la que se consagró campeón de la PBA con los Alaska Aces-, Simpson se presentó al Draft de Expansión de la NBA Development League en agosto de 2010, siendo elegido por los Texas Legends. Sin embargo en noviembre de 2010 rescindió su contrato para comenzar a jugar en el exterior. 
Luego de dos temporadas como jugador extranjero en Australia y Turquía, Simpson firmó un contrato con los Houston Rockets de la NBA para jugar el final de la temporada 2011-12 de la NBA. Empero el alero no llegó a jugar ningún partido oficial con los texanos, pudiendo sólo disputar la NBA Summer League de 2012 en Las Vegas antes de ser cortado del equipo.
En consecuencia, Simpson partió nuevamente al extranjero. Disputó dos temporadas en Israel -una con el Maccabi Ashdod y otra con el Ironi Nes Ziona- antes de desembarcar en España, siendo fichado por el Club Baloncesto Estudiantes de la Liga ACB. Venía de ser el segundo mejor jugador de la liga israelí con 22.8 de valoración, 16.8 puntos y 7.7 rebotes.
Luego de su primer año en España, abandonó el país para regresar al Ironi Nes Ziona de Israel. Pero a comienzos de marzo de 2016 el jugador retornó al Club Baloncesto Estudiantes con la misión de contribuir a evitar el descenso del equipo a la Liga LEB.
En julio de ese año volvió a disputar la NBA Summer League en Las Vegas, pero esta vez como miembro de los Cleveland Cavaliers.
La primera parte de la temporada 2016-17 la disputó con el equipo checo CEZ Nymburk, sumándose el 28 de febrero de 2017 a las filas del Maccabi FOX Tel Aviv para sustituir al lesionado Joe Alexander en la Euroliga.
Simpson llegó por primera vez a Latinoamérica al ser contratado por los Trotamundos de Carabobo de la Liga Profesional de Baloncesto de Venezuela en mayo de 2017. Culminada la participación de su equipo, el jugador regresó a Turquía, donde jugaría la temporada 2017-18 con el Buyukcekmece Basket.
En junio de 2019 inició su tercer ciclo como jugador de los Alaska Aces de la PBA de Filipinas.
El 1 de diciembre de 2021, regresa al Maccabi Rishon LeZion de la Ligat Winner.
Peñarol de Mar del Plata de la Liga Nacional de Básquet de Argentina lo confirmó como fichaje el 30 de diciembre de 2023. Culminada la temporada para su equipo, en julio de 2024 se unió al Barcelona SC de la Liga BásquetPro de Ecuador.